# ادامز ران (کارولینای جنوبی)
ادامز ران، جنوب کارولینا (به انگلیسی: Adams Run, South Carolina) در ایالات متحده آمریکا است که در کارولینای جنوبی واقع شده‌است.

## خصوصیات
ادامز ران ۹٫۱۴ متر بالاتر از سطح دریا واقع شده‌است.